# Naturschutzgebiet Erlenbruch (Bruchhausen)
Das Naturschutzgebiet Erlenbruch mit einer Größe von 2,6 ha liegt südlich von Bruchhausen im Stadtgebiet von Olsberg im Hochsauerlandkreis an der Grenze zu Winterberg. Es liegt noch südlich des Langenberg (Rothaargebirge). Das Gebiet wurde 2004 mit dem Landschaftsplan Olsberg durch den Hochsauerlandkreis als Naturschutzgebiet (NSG) ausgewiesen.

## Gebietsbeschreibung
Beim NSG handelt es sich um ein Quellmoor. Im NSG gibt es einen randlichen Erlen-Bruchwald.

## Schutzzweck
Im NSG soll der dortige Quellmoor geschützt werden. Wie bei allen Naturschutzgebieten in Deutschland wurde in der Schutzausweisung darauf hingewiesen, dass das Gebiet „wegen der Seltenheit, besonderen Eigenart und Schönheit des Gebietes“ zum Naturschutzgebiet wurde.